# وليام شيبرد
وليام شفرد (بالإنجليزية: William Shepherd) (و. 1949 – م) هو ضابط، ورائد فضاء، ومهندس من الولايات المتحدة الأمريكية . ولد في أوك ريدج. تولى منصب قائد بعثة محطة الفضاء الدولية، البعثة 1 (2 نوفمبر 2000–19 مارس 2001).

## ريادة الفضاء
شارك في المهمات الفضائية:
- STS-27[1]
- Soyuz TM-31[1]
- البعثة 1[1]
- STS-52[1]
- STS-41
- STS-102.[1]

## التعليم
تعلّم في معهد ماساتشوستس للتكنولوجيا

## الخدمة العسكرية
خدم في بحرية الولايات المتحدة.

## جوائز
حصل على جوائز منها:
- Congressional Space Medal of Honor (2003)
- Medal "For Merit in Space Exploration".